# Distant Bells
Distant Bells è un singolo del gruppo musicale norvegese Leprous, pubblicato l'11 ottobre 2019 come terzo estratto dal sesto album in studio Pitfalls.

## Descrizione
Il brano è uno dei pochi dell'album a non essere stato interamente composto dal frontman Einar Solberg, che si è occupato del testo e della melodia. 
A curare la parte musicale infatti è stato il bassista Simen Børven, il quale ha spiegato che l'idea alla base di Distant Bells è nata dall'unione delle sue principali influenze musicali, passando dal jazz tipico della Scandinavia fino al pop sinfonico.
 

Riguardo alla collaborazione in studio con il bassista, Solberg ha spiegato:

## Tracce
Testi di Einar Solberg, musiche di Simen Børven e Einar Solberg.
1. Distant Bells – 7:22

## Formazione
Gruppo
- Einar Solberg – voce, tastiera
- Tor Oddmund Suhrke – chitarra
- Robin Ognedal – chitarra
- Simen Daniel Lindstad Børven – basso
- Baard Kolstad – batteria

Altri musicisti
- Raphael Weinroth-Browne – violoncello
- Chris Baum – violino

Produzione
- David Castillo – produzione, registrazione
- Einar Solberg – produzione
- Adam Noble – missaggio
- Robin Schmidt – mastering
- Iñaki Marconi – assistenza alla registrazione
- Linus Corneliusson – montaggio